# Болотна пласка черепаха
Болотна пласка черепаха (Acanthochelys) — рід черепах з родини Змієшиї черепахи підряду Бокошиї черепахи. Має 4 види.

## Опис
Загальна довжина карапаксу досягає 17—24 см. Голова сплощена. Шия довга, проте не змієподібна. На ній розташовані конічні лусочки. Панцир масивний. Лапи мають плавальні перетинки.
Забарвлення карапаксу коричневе, чорне, буре. Пластрон кремовий або жовтуватий. Голова сіруватого кольору.

## Спосіб життя
Полюбляють болотисті місцині, річки з дуже повільною течією. Харчуються дрібними безхребетними та молюсками.
Самиці відкладають до 12 яєць.

## Розповсюдження
Мешкають у Бразилії, Уругваї, Парагваї, Болівії, Аргентині.

## Види
- Acanthochelys macrocephala — Пласка черепаха великоголова пантанальська
- Acanthochelys pallidipectoris
- Acanthochelys radiolata
- Acanthochelys spixii